# Oxyurichthys amabalis
Oxyurichthys amabalis es una especie de peces de la familia de los Gobiidae en el orden de los Perciformes.

## Morfología
Los machos pueden llegar a alcanzar los 13 cm de longitud total.

## Distribución geográfica
Se encuentra en Hong Kong.

## Observaciones
Es inofensivo para los humanos.